# Tempel van Honos en Virtus
De Tempel van Honos en Virtus (Latijn: aedes Honoris et Virtutis) was de naam van twee tempels in het oude Rome, gewijd aan de god Honos (eer) en de godin Virtus (trouw).

## Porta Capena
De bekendste tempel van Honos en Virtus stond bij de Porta Capena op de heuvel Coelius. Cicero meldt dat de tempel werd gebouwd door een Quintus Maximus, na een overwinning in de oorlog tegen de Liguriërs. Vermoedelijk was dit Quintus Fabius Maximus Cunctator, die in 234 in deze oorlog vocht. Mogelijk was de tempel nog ouder en ging het om Quintus Fabius Maximus Rullianus, die in de 2e helft van de 4e eeuw een belangrijk militair was en belangrijke overwinningen in centraal-Italië behaalde.
De tempel was in eerste instantie alleen gewijd aan Honos. In 208 v.Chr. liet Marcus Claudius Marcellus de tempel uitbreiden om daar ook Virtus te kunnen vereren. Hij overleed echter hetzelfde jaar en het met een 2e cella uitgebreide heiligdom werd in 205 door zijn zoon ook aan Virtus gewijd.
In de tempel werden vele kunstschatten gestald. Marcellus plaatste er stukken uit de buit van de verovering van Syracuse en standbeelden van hemzelf en familieleden. In de 1e eeuw werd de tempel herbouwd door keizer Vespasianus, mogelijk na verwoest te zijn in de Grote brand van Rome (64). De tempel wordt nog in twee 4e-eeuwse stadsgidsen genoemd, maar het is onbekend wat de verdere geschiedenis van het gebouw is. Er zijn geen restanten van de tempel teruggevonden.

## Velia
De tweede tempel van Honos en Virtus was gebouwd door Gaius Marius, die dit betaalde uit de buit van zijn overwinning op de Teutonen en Cimbren (102-101 v.Chr.) Vitruvius schrijft lovend over dit gebouw, hoewel er geen marmer voor was gebruikt. De tempel was ontworpen door de architect Gaius Mucius. Het was een "peripteros sine postico" tempel (aan drie zijden omgeven met zuilen). De tempel stond naast het huis van Marius aan de Via Sacra aan de voet van de heuvel Velia. In deze tempel stemde de senaat over het terugroepen van de verbannen Cicero (56 v.Chr.).